# 扎丽法·加法里
扎丽法·加法里（羅馬化：Zarifa Ghafari；1992年—），阿富汗女性活动家、政治人物、企业家。2019年任命为阿富汗瓦尔达克省迈丹城市长。扎丽法是阿富汗少数几个女性市长之一，而且是其中最年轻的一位。2020年扎丽法被美国国务卿授予国际妇女勇气奖。2021年塔利班攻佔首都後，最終逃離阿富汗流亡至德國。

## 职业
2018年被阿富汗总统阿什拉夫·加尼·艾哈迈德扎伊任命为迈丹城市长。上任当天受到了许多当地人士的攻击，另外收到了来自塔利班、伊斯兰国的死亡威胁。其在当地成功地引进了清洁系统之后才赢得当地居民的信任。
2020年11月5日，其父亲阿卜杜勒·瓦西·加法里（Abdul Wase Ghafari）被害。
2021年8月，塔利班接管阿富汗之后，扎丽法表示自己生命受威脅但難以逃離，祇好等待塔利班来找她。后幸和家人潛逃至喀布爾機場，並经巴基斯坦伊斯兰堡、土耳其伊斯坦布尔，最后到达德国波恩。

## 荣誉
- BBC 巾帼百名（2019年）
- 国际妇女勇气奖（2020年）[10]